# Rivalidad boxística entre México y Puerto Rico
México vs. Puerto Rico es la rivalidad deportiva más importante e intensa en el boxeo profesional. Esta rivalidad entre mexicanos y puertorriqueños en este deporte se originó desde 1976, dos de las escuelas de púgiles más importantes en la historia y dos países donde el boxeo es considerado un orgullo nacional.
Ha habido 84 victorias para Puerto Rico y 73 victorias para México desde el florecimiento de su rivalidad en 1934.

## Antecedentes
En 1934 ambos países disputaron por primera vez un título mundial, cuando el puertorriqueño Sixto Escobar retó al boxeador mexicano Rodolfo Casanova. La pelea de peso gallo (53 kg) finalizó con victoria para Puerto Rico.
En 1960 el boricua Carlos Ortiz; segundo campeón mundial de su país y de peso superligero, en defensa de su título noqueó al invicto Raymundo Torres de México. En 1966 y 1967 venció al cubano-azteca Ultiminio Ramos por TKO y retuvo su título.
Estos combates si bien fueron importantes para los boricuas y decepcionantes para los aztecas, no concibió la rivalidad, para ella haría falta 40 años desde la primera pelea.

## Técnica
Para los mexicanos los boxeadores puertorriqueños son esquivos y evitan el intercambio de golpes. Por esto los fanáticos los llaman cobardes y resaltan la agilidad azteca.
Para los puertorriqueños los boxeadores mexicanos son lentos y predecibles. Por esto los fanáticos los llaman torpes y resaltan la velocidad boricua.

## Años 1970
En la década de los setenta una serie de tres peleas por el título mundial originaron al clásico. Puerto Rico ganó la década.

### Espada vs. Cuevas
En 1976 se enfrentaron Ángel Espada campeón de peso wélter y el azteca Pipino Cuevas dando inicio a la rivalidad. El retador ganó el título por TKO, combatirán dos veces más (1977 y 1979) obteniendo el mismo resultado.

### Gómez vs. Zárate
En 1978 el invicto y con 52 triunfos: Carlos Zárate Serna, retó al joven campeón boricua Wilfredo Gómez. El puertorriqueño ganó por TKO en el asalto 5 y mantuvo su título de peso super gallo.

### Palomino vs. Benítez
En 1979 el campeón lineal wélter Carlos Palomino de México, perdió por decisión dividida contra Wilfred Benítez.

## Años 1980
Los años 1980 tuvieron la que es considerada la mayor victoria de México, cuando Salvador Sánchez noqueó a Wilfredo Gómez.

### Sánchez vs. Gómez
En 1981 Sánchez retuvo su título en pluma cuando no resultó lastimado y noqueó a Wilfredo Gómez en el 8 asalto. Fue el último clásico de Sánchez, que murió un año después.

### Rosario vs. Chávez
En 1987 el campeón puertorriqueño Edwin Rosario de peso ligero defendió su título contra Julio César Chávez. El combate se definió por KO a favor del azteca.

## Años 1990
Los años 1990 fueron la década que tuvo mayor igualdad entre los países y por lo tanto es considerada la mejor del clásico.

### Chávez vs. Camacho
En 1992 el puertorriqueño Héctor Camacho retó al campeón Julio César Chávez en peso superligero. El mexicano ganó por puntos.

### De la Hoya vs. Trinidad
En 1999 el boricua Félix Trinidad unificó con el invicto Óscar de la Hoya. Trinidad ganó el combate a pesar de no ser favorito.

## Años 2000
En los años 2000 solo hubo una pelea destacada.

### Cotto vs. Margarito
En 2008 el boricua Miguel Cotto frente a Antonio Margarito disputaron el mejor clásico de la década, triunfó el mexicano. Pero luego hubo un suceso dónde descubrieron que Antonio Margarito hizo trampa usando lo que se conoce como "plaster" en los guantes para así poder causar el mayor daño posible. Se dio una revancha esta vez vigilando el bendaje de Margarito y Cotto lo llevó a la escuela de boxeo triunfando ante Margarito.

## Años 2010
Durante la  década de los años 2010 pocos fueron los clásicos.

### Margarito vs. Cotto II
En 2011 volvieron a enfrentarse por la revancha y Cotto ganó por TKO.

### Cotto vs. Álvarez
En 2015 Miguel Cotto, en el peso mediano, se enfrentó a Saúl Álvarez. Canelo ganó la pelea y este es por ahora el último clásico destacado.

## México en la delantera
Hasta mayo del año 2022, los boxeadores puertorriqueños marchaban al frente. Cabe señalar que estamos considerando que los descendientes de madre o padre puertorriqueño o mexicano no suelen estar contabilizados. El récord también incluye cuatro combates por títulos interinos (2 del CMB, 1 FIB y 1 AMB). Sin embargo, no se consideran títulos mundiales menores, ni de boxeo femenino. Tampoco se incluyen alrededor de otros 30 combates entre peleadores boricuas (o descendientes) contra peleadores con ascendencia mexicana.